# Daniel García Carrillo
Daniel García Carrillo, conosciuto anche come Dani García (Zumarraga, 24 maggio 1990), è un calciatore spagnolo, centrocampista dell'Olympiacos.

## Carriera
Dopo gli esordi con l'Alicante e il Getafe B, passa nell'Eibar con cui esordisce in Liga nella stagione 2014-2015.
Nell'estate 2018 è stato ceduto all'Athletic Bilbao.

## Palmarès

### Club

#### Competizioni nazionali
- Supercoppa di Spagna: 1

Athletic Bilbao: 2021
- Coppa di Spagna: 1

Athletic Bilbao: 2023-2024
- Campionato greco: 1

Olympiakos: 2024-2025